# Пляж Папаколеа
Пляж Папаколеа или Махана Бич ( гав. Papakōlea; англ. Mahana Beach) — гавайский «пляж зелёного песка» (англ. Green Sand Beach), расположен в размытом вулкане на самом юге острова Гавайи, острова Гавайи, рядом с мысом Ка-Лаэ (Южная точка), в районе Кау. Окраска пляжа обусловлена наличием оливинового песка, вымытого и выветриваемого из прибрежного кратера вулкана.
Это один из четырёх зеленых песчаных пляжей в мире, остальные:
- пляж Талофофо, Гуам
- Пунта Баклан, Санта-Мария (остров, Галапагос)
- Хорниндалсватнет, Норвегия

## Описание
Пляж расположен в бухте образованной половиной вулканического кратера Махана, образовавшегося более 49 тысяч лет назад (юго-западный рифт вулкана Мауна Лоа). Это кратер в туфовом конусе бокового вулкана состоящий в основном из вулканического пепла, образующегося в результате бурного взаимодействия магмы с грунтовыми водами. С момента последнего извержения конус частично разрушился океаном и образовал полукруг.
По данным Геологической службы США, последний поток лавы в этом районе закончился более 10 тысяч лет назад, что делает район одним из наиболее устойчивых особенностей
Пляж получил название в честь вулкана — Махана бич, и от названия участка земли под названием — Пляж Папаколеа (от papa kōlea), что на гавайском языке означает «места ржанки». Эта область возле кратера где зимой можно увидеть гавайскую бурокрылую ржанку (Pluvialis fulva).
Вулканический материал (пирокластика) туфового конуса содержит оливин — силикатный минерал, содержащий железо и магний (в основном разновидность перидот). Зелёный цвет оливинового песка обусловлен наличием двухвалентного железа. Минералы группы оливина часто входят в состав базальтовой лавы выходящей из магмы. Оливин иногда на гавайях называют «Гавайской Алмаз». Оливин более плотный поэтому накапливается на пляже, а менее плотный вулканический песок выносится в море.
Однако кристаллы оливина хрупки и разрушаются в результате выветривания, поэтому пляж постепенно потеряет свой цвет.

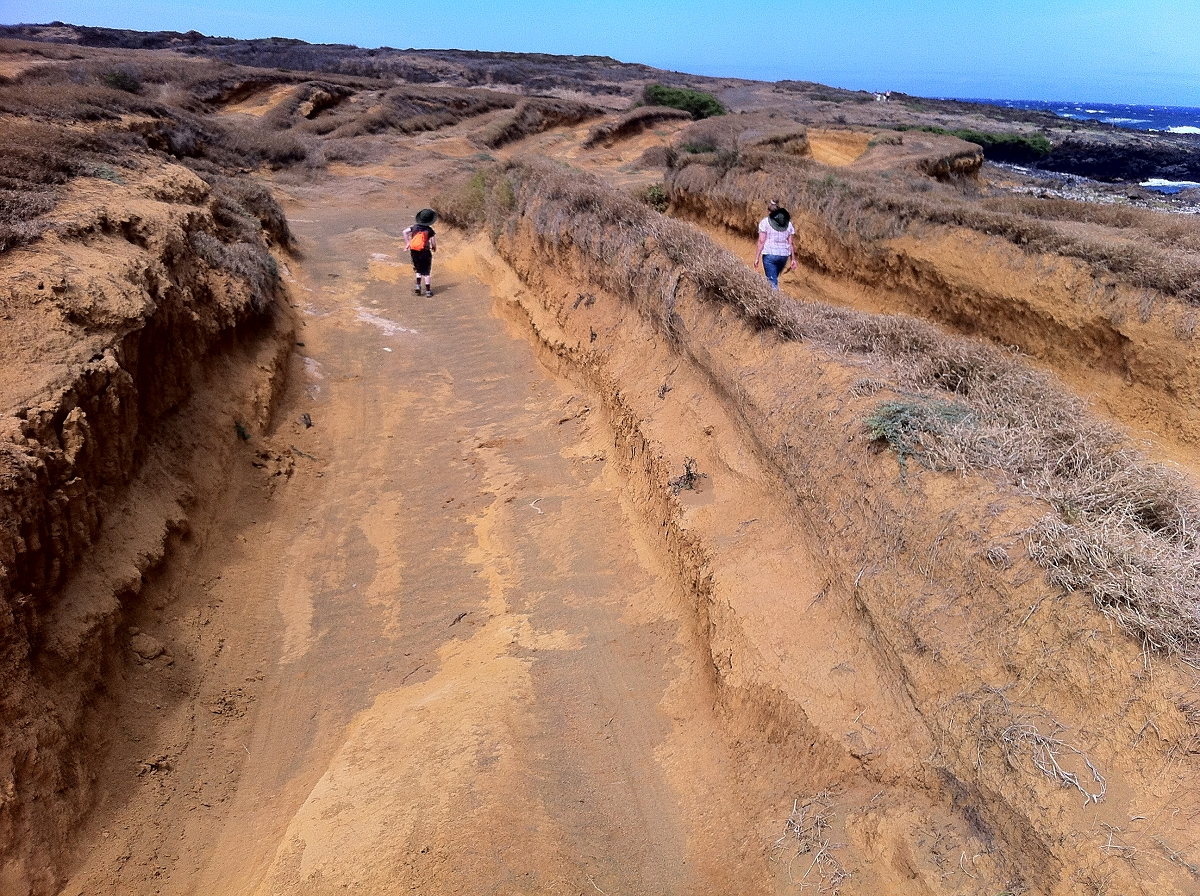
Дорога к пляжу, ветровая эрозия

## Доступ
Пляж окружен пастбищами и добраться до него можно только пешком (около 5 километров от окончания автомобильной дороги).
На юге острова Гавайи постоянно дуют сильные ветры, поэтому дорога к пляжу тяжёлая, (если идти против ветра) из-за солнца и летящего песка (ветровая эрозия).
Грунтовые дороги очень разрушены из-за сильной ветровой эрозии, поэтому владелец земли, Департамент внутренних земель Гавайев, ограничил автомобильное движение в этом районе
Чтобы попасть на пляж, нужно спуститься вниз по крутому шлаковому конусу.
От ветра волны на пляже часто высокие и опасные.

## Галерея

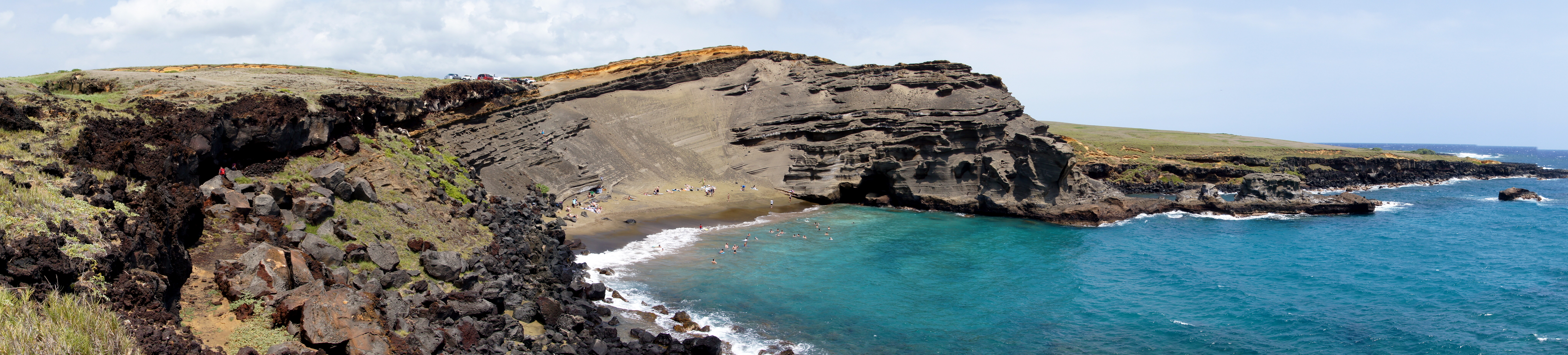
Общий вид пляжа

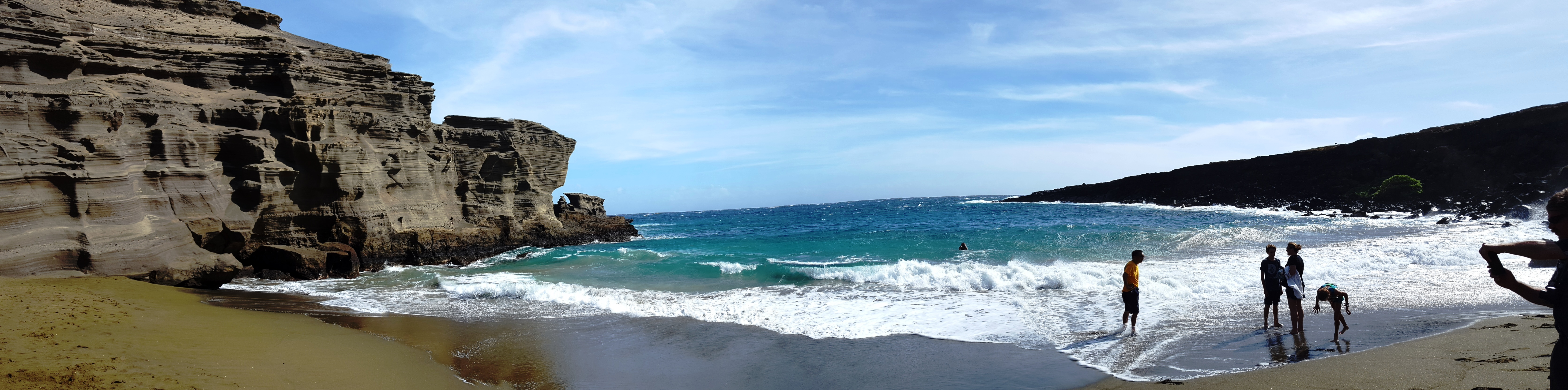
На пляже у воды, обычно здесь сильные волны.

Панорамы:
Зелёный песок на пляже:

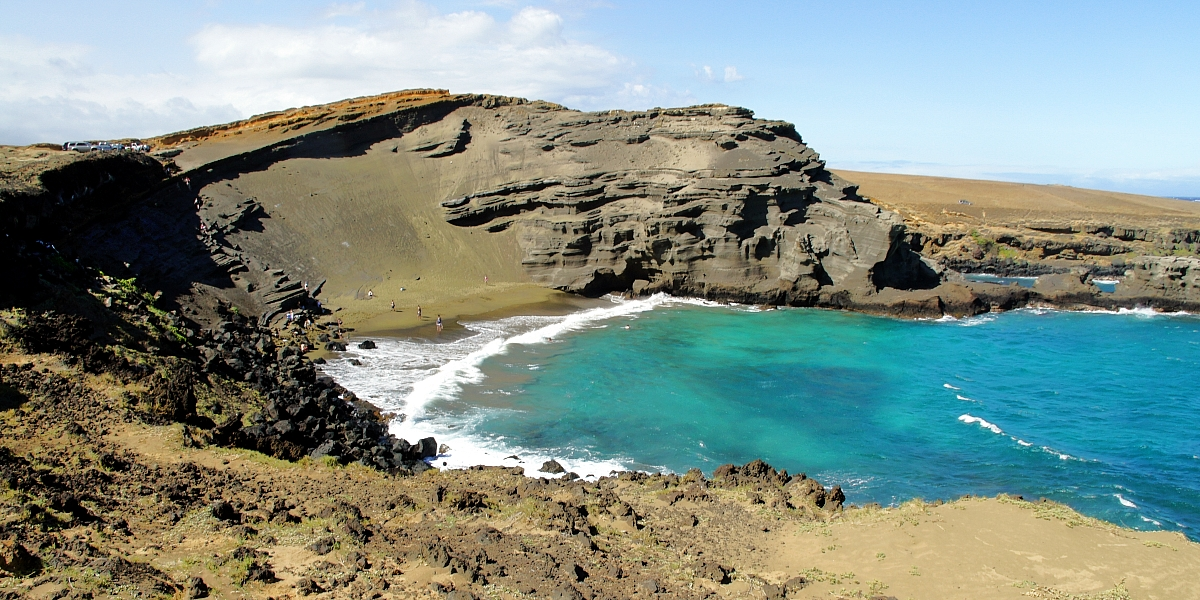
Залив и пляж
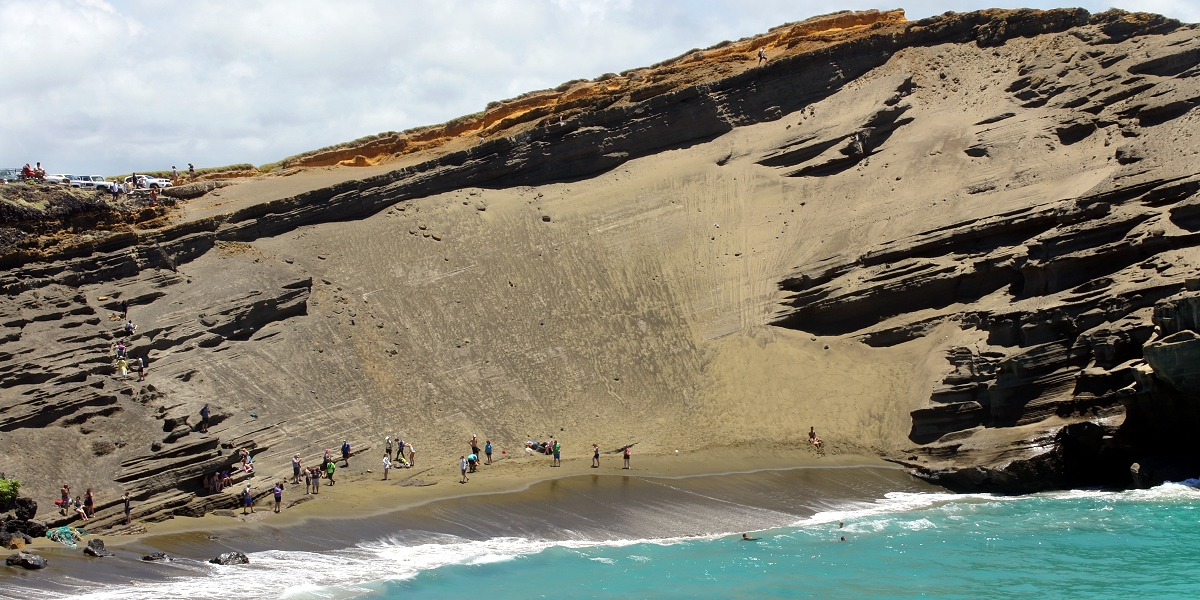
Общий вид пляжа
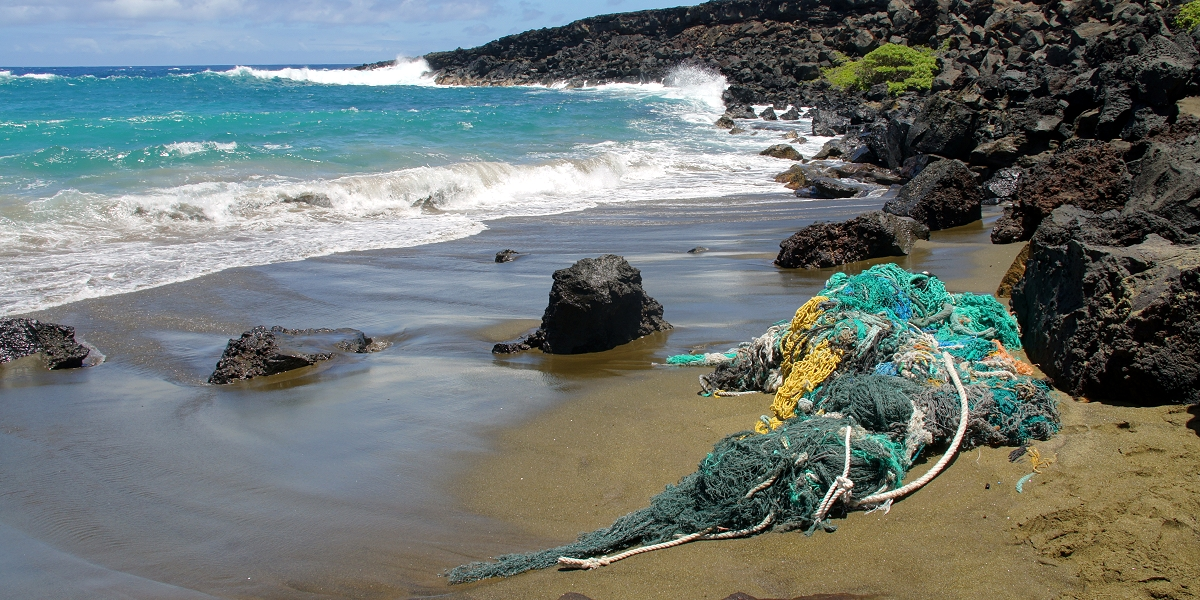
Край пляжа
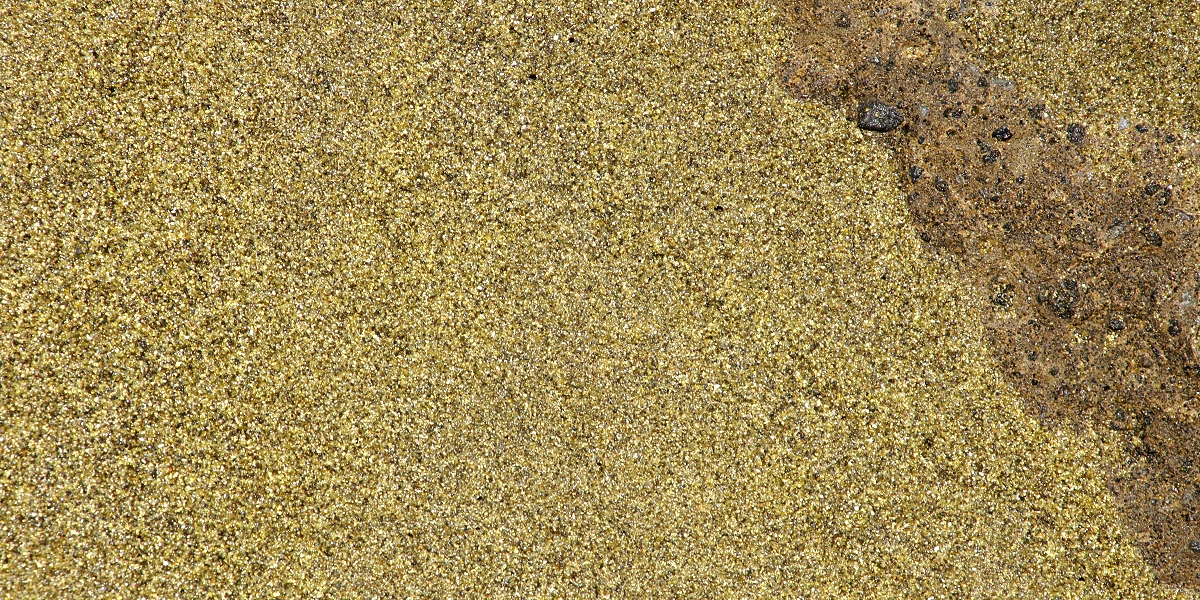
Зелёный оливиновый песок в размытом кратере вулкана
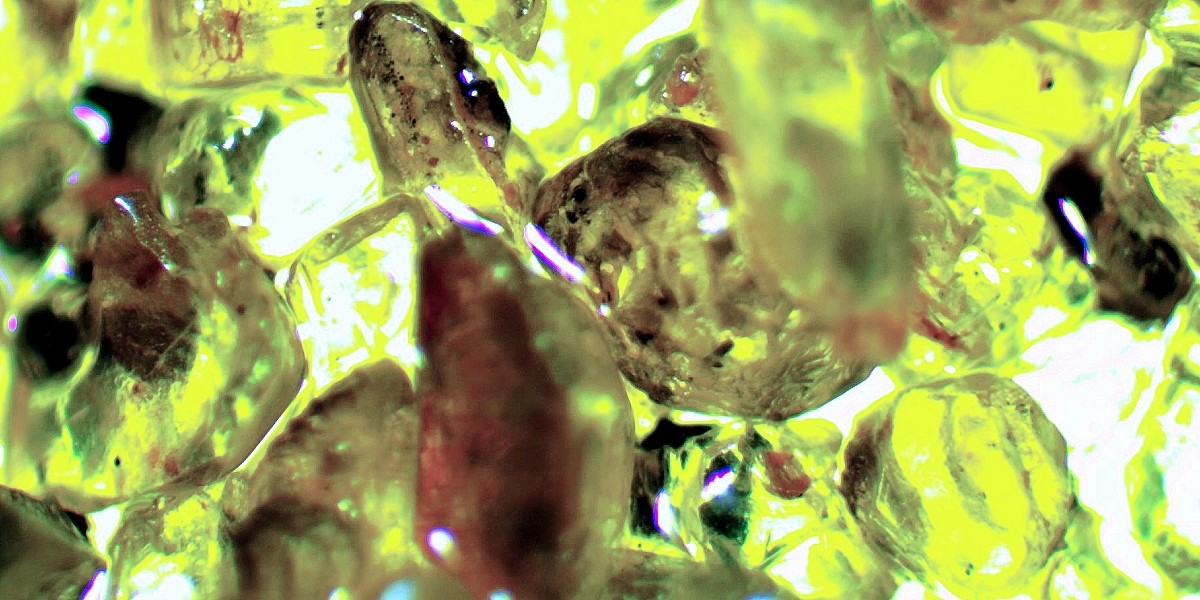
Зелёный оливиновый песок под микроскопом
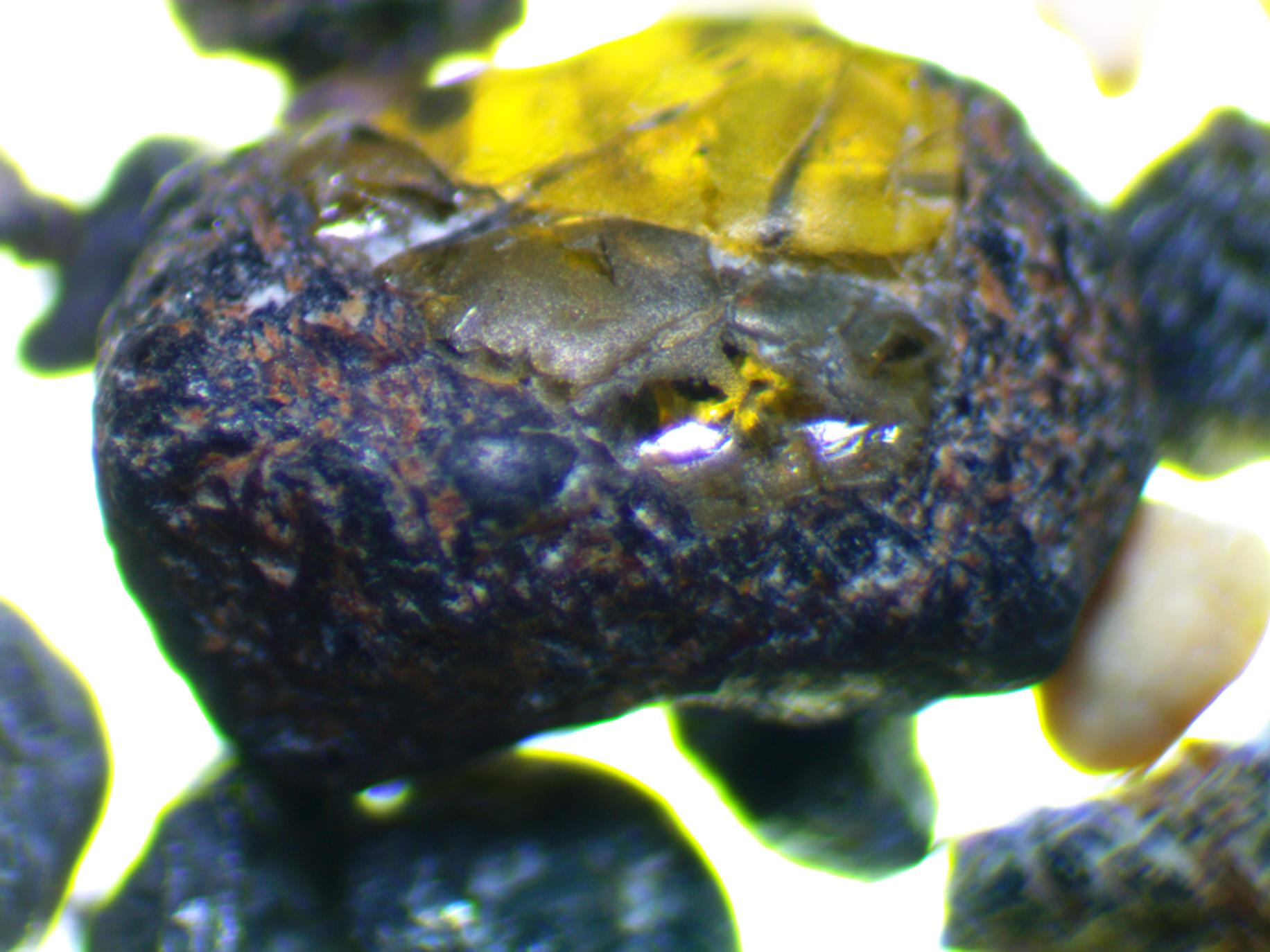
Песчинка чёрного песка от разрушения лавы, с включениями оливина
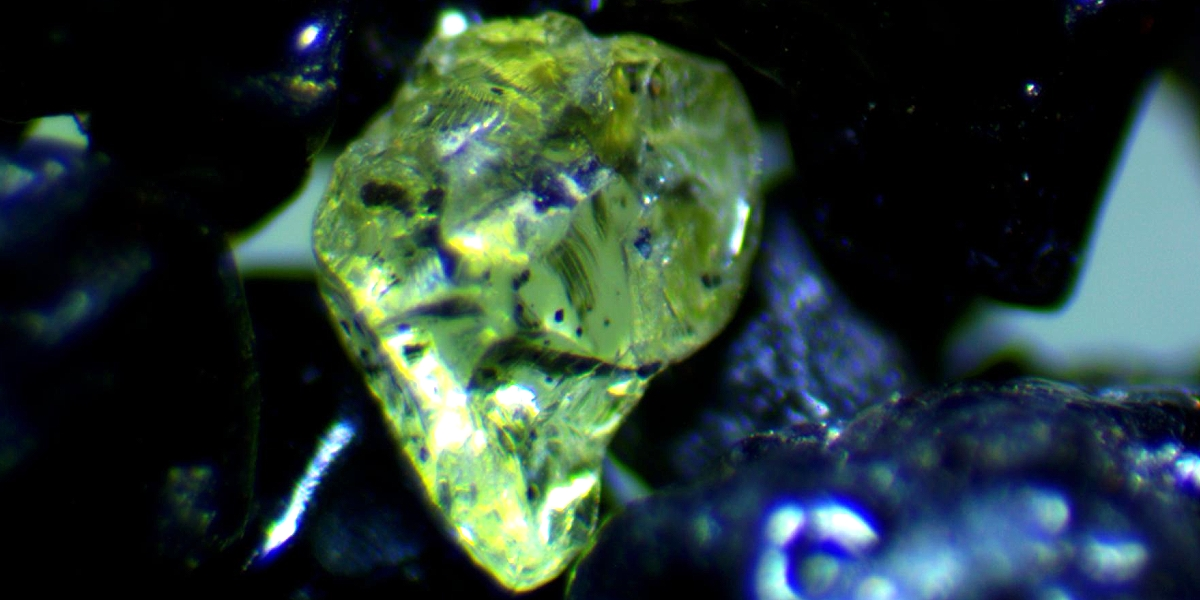
Песчинка оливин с включениями